# Jala Brat

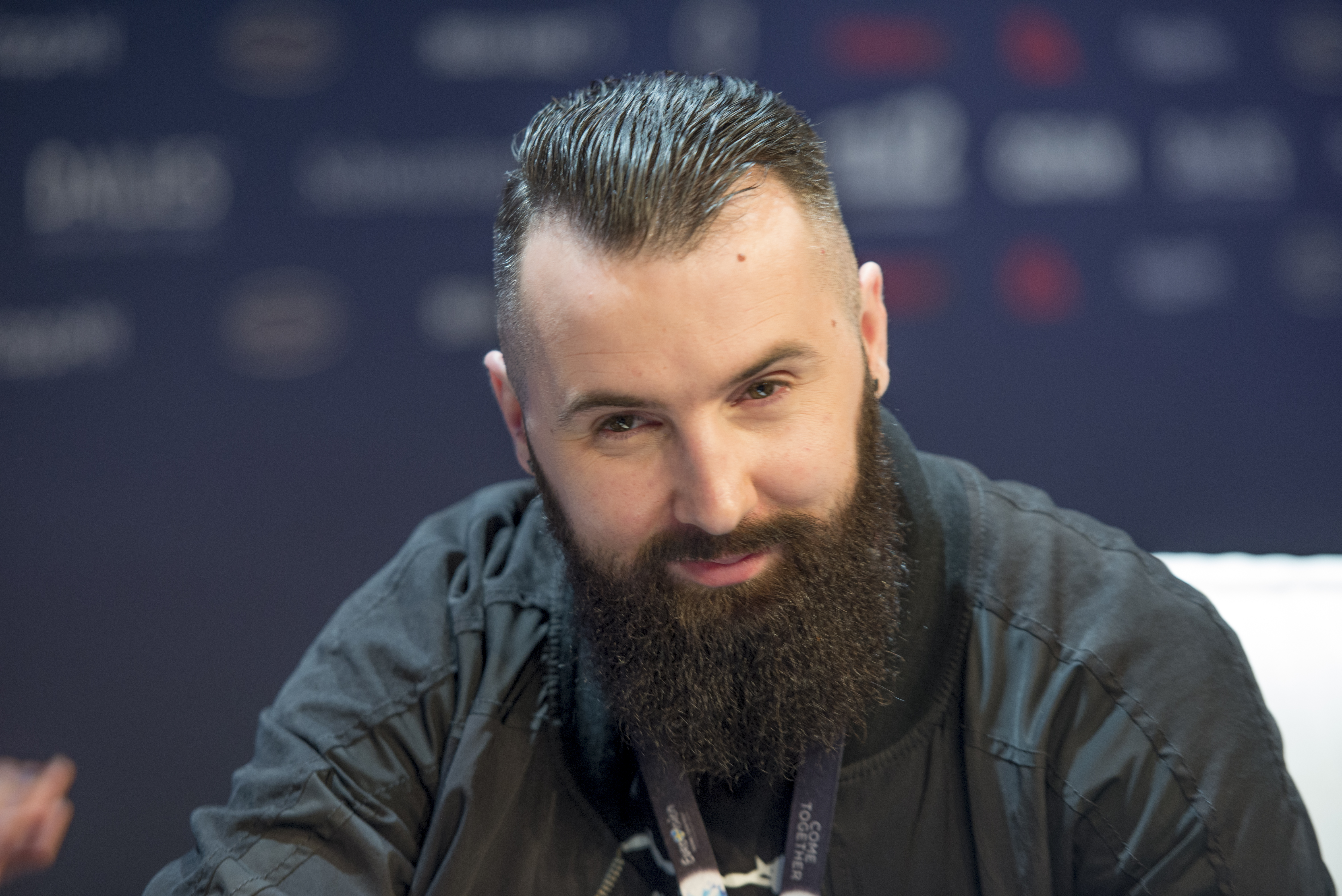
Jala (2016)

Jasmin Fazlić (* 16. Oktober 1986 in Sarajevo), besser bekannt als Jala oder Jala Brat, ist ein bosnischer Rapper und Sänger. Er arbeitet meistens mit Buba Corelli zusammen.

## Karriere
Er ist Gründungsmitglied der Hip-Hop-Band BluntBylon. Zudem gründete er das Tonstudio Red Eye Vision aus Vogošća. Er wurde intern ausgewählt, Bosnien-Herzegowina beim Eurovision Song Contest 2016 in Stockholm zu vertreten, wo er zusammen mit Deen, Dalal Midhat-Talakić und Ana Rucner das Lied Ljubav je … vorträgt, das er selbst mitgeschrieben hat. Ursprünglich waren nur die drei genannten als Vertreter Bosniens vorgesehen, bis das Lied veröffentlicht wurde. Am 10. Mai gelang der Gruppe der Einzug ins Finale nicht.
Jala ist in der ex-jugoslawischen Diaspora weit bekannt und produziert gemeinsame Lieder mit Turbofolksängern wie Maya Berović, Dado Polumenta und Mile Kitićs Tochter Elena Kitić. Außerdem veröffentlichte am 24. Dezember 2017 einen gemeinsamen Song mit dem österreichischen Rapper und Sänger RAF Camora, wodurch er seinen Bekanntheitsgrad über die Balkan-Diaspora hinaus steigern konnte.

## Politik
Im Sommer 2016 gab Jala Brat bekannt, dass er bei den bosnischen Kommunalwahlen in Vogošća als Kandidat der konservativen Stranka demokratske akcije (SDA) antreten werde.

## Diskografie
Studioalben
| Jahr | Titel Musiklabel            | Anmerkungen                           |
| ---- | --------------------------- | ------------------------------------- |
| 2012 | Riječ na riječ Selbstverlag | Erstveröffentlichung: 12. Juni 2012   |
| 2021 | Futura Imperia (EMDC)       | Erstveröffentlichung: 5. Oktober 2021 |